# Гай Каниний Ребил
Вижте пояснителната страница за други личности с името Гай Каниний Ребил.
Гай Каниний Ребил (на латински: Gaius Caninius Rebilus) e политик и военачалник от периода на късната Римска република.

## Биография
Произлиза от плебейската фамилия Канинии.
През 52 и 51 пр.н.е. Ребил е легат на Юлий Цезар в Галия в кампанията срещу Верцингеторикс. През 48 пр.н.е. е претор. След това е военачалник в Африка и Испания. През 46 пр.н.е. е проконсул на провинция Африка.
През 45 г. пр.н.е. Цезар е сам консул, но през октомври оставя да се изберат два суфектконсулa. Единият от тях, Квинт Фабий Максим, умира ненадейно на обед на 31 декември. Цезар оставя народното събрание да избере за последните единадесет часа на годината Каниний за суфектконсул.